# Episodi di Malcolm (terza stagione)
La terza stagione di Malcolm è andata in onda sul canale statunitense Fox dall'11 novembre 2001 al 12 maggio 2002. In Italia è stata trasmessa in chiaro da Italia 1 dal 16 febbraio al 17 marzo 2005.
| nº | Titolo originale      | Titolo italiano          | Prima TV USA     | Prima TV Italia  |
| -- | --------------------- | ------------------------ | ---------------- | ---------------- |
| 1  | Houseboat             | A pesca con papà         | 11 novembre 2001 | 16 febbraio 2005 |
| 2  | Emancipation          | La graduatoria           | 14 novembre 2001 | 17 febbraio 2005 |
| 3  | Book Club             | Il club del libro        | 18 novembre 2001 | 18 febbraio 2005 |
| 4  | Malcolm's Girlfriend  | La ragazza di Malcolm    | 28 novembre 2001 | 21 febbraio 2005 |
| 5  | Charity               | Un'offerta per la chiesa | 2 dicembre 2001  | 22 febbraio 2005 |
| 6  | Health Scare          | Divorzio annunciato      | 9 dicembre 2001  | 23 febbraio 2005 |
| 7  | Christmas             | Il sequestro del Natale  | 16 dicembre 2001 | 24 febbraio 2005 |
| 8  | Poker                 | Il poker                 | 6 gennaio 2002   | 25 febbraio 2005 |
| 9  | Reese's Job           | I conti non tornano      | 20 gennaio 2002  | 28 febbraio 2005 |
| 10 | Lois' Makeover        | Rapporti anonimi         | 27 gennaio 2002  | 1º marzo 2005    |
| 11 | Company Picnic pt. I  | Picnic col capo (pt. I)  | 3 febbraio 2002  | 2 marzo 2005     |
| 12 | Company Picnic pt. II | Picnic col capo (pt. II) | 3 febbraio 2002  | 3 marzo 2005     |
| 13 | Reese Drives          | Lezioni di guida         | 10 febbraio 2002 | 4 marzo 2005     |
| 14 | Cynthia's Back        | Cynthia è tornata        | 17 febbraio 2002 | 7 marzo 2005     |
| 15 | Hal's Birthday        | Il compleanno di Hal     | 3 marzo 2002     | 8 marzo 2005     |
| 16 | Hal Coaches           | La famiglia virtuale     | 10 marzo 2002    | 9 marzo 2005     |
| 17 | Dewey's Dog           | Una romantica cenetta    | 7 aprile 2002    | 10 marzo 2005    |
| 18 | Poker 2               | La gara infinita         | 21 aprile 2002   | 11 marzo 2005    |
| 19 | Clip Show             | Terapia psicanalitica    | 28 aprile 2002   | 14 marzo 2005    |
| 20 | Jury Duty             | La giurata               | 1º maggio 2002   | 15 marzo 2005    |
| 21 | Cliques               | Il domino gigante        | 5 maggio 2002    | 16 marzo 2005    |
| 22 | Monkey                | La scimmia maggiordomo   | 12 maggio 2002   | 17 marzo 2005    |

## A pesca con papà
- Titolo originale: Houseboat
- Diretto da: Todd Holland
- Scritto da: Bob Stevens

### Trama
I Wilkerson vanno in vacanza con i Kenarban sulla loro casa galleggiante. Hal vuole rinsaldare i rapporti con Malcolm pescando con lui, ma l'idea non ha buon esito: i due non riescono a pescare nulla. Intanto Reese e Stevie conoscono un gruppo di ragazze molto disinibite e Malcolm rovina il progetto del padre pur di andare con loro.

## La graduatoria
- Titolo originale: Emancipation
- Diretto da: Jimmy Simons
- Scritto da: Alan J. Higgins

### Trama
Nella classe di Malcolm arriva un nuovo insegnante, pieno di sé e con un'idea strana in testa: fare una graduatoria degli alunni. Questa graduatoria è inutile in una classe in cui tutti hanno la media del 10, ma fa comunque impazzire tutti i ragazzi, tranne Malcolm: lui, infatti, riesce a mantenere il controllo e a usare la graduatoria come un'arma contro il nuovo insegnante.

## Il club del libro
- Titolo originale: Book Club
- Diretto da: Todd Holland
- Scritto da: Alex Reid

### Trama
Lois, per staccare un po' dalle questioni familiari, entra in un club del libro formato da altre madri di famiglia. Esso, però, si rivela essere soltanto un modo per staccare, senza alcun legame con la lettura di libri. La serata continua e le donne, ubriache di vino, decidono di andare a fare scherzi a un'altra donna che loro invidiano. Il progetto, però, va a monte e Lois rischia di essere presa dalla polizia.
Nel frattempo Hal deve occuparsi dei figli tutto da solo ed è qui che appaiono le sue personalità, nella forma di tanti Hal sparsi per la casa, ognuno vestito in modo diverso (anche in modi molto stravaganti) e di dimensioni diverse. Ognuna da un consiglio diverso (anche insensato) ad Hal che impazzisce.

## La ragazza di Malcolm
- Titolo originale: Malcolm's Girlfriend
- Diretto da: Ken Kwapis
- Scritto da: Ian Busch

### Trama
Malcolm si fidanza con Sarah Coleman, una compagna di scuola di cui è pazzamente innamorato. Lois disapprova sostenendo che Malcolm è ancora troppo piccolo e deve prima laurearsi. Il fidanzamento lo rende felicissimo e allo stesso tempo paranoico: non sta un minuto senza pensare a lei, chiamandola continuamente al telefono, preoccupandosi se lei ritarda pochi minuti e passando tutto il tempo che hanno insieme a baciarla; Malcolm trascura la scuola ed inizia a prendere voti bassi, e finisce addirittura a picchiare violentemente un ragazzino che si era avvicinato a lei. La ragazza finisce per lasciarlo e lui resta a piangere e gridare sul cortile della scuola.
Dewey invece trova un amichetto di nome Ronnie De Marco, da poco trasferitosi in città. Il fatto che per una volta abbia trovato un amico reale e non immaginario stupisce molto Hal e Lois.
La signora De Marco, madre di Ronnie, chiede a Dewey di aiutarla nell'organizzare la festa di compleanno di suo figlio e Dewey organizza tutti i particolari della festa come piacciono a lui: in stile Far West, con vestiti da cowboys, tutte cose che a Ronnie non piacciono.
Nel frattempo Francis viene arrestato per aver 'rubato una ciambella da un cassonetto', ed in carcere inizia ad assistere alle vicende della vita privata degli agenti di polizia che lo sorvegliano, vicende che ricordano molto una soap opera.
Viene scarcerato proprio nel momento in cui si stava per scoprire il nome di un criminale, e prega l'agente di rimetterlo in carcere, ma questo si rifiuta e lo sbatte fuori.
- Guest star: Malcolm David Kelley (Ragazzino 1), Stacy Keach (Carl), Cristine Rose (Mrs. Demarco)

## Un'offerta per la chiesa
- Titolo originale: Charity
- Diretto da: Jeffrey Melman
- Scritto da: Gary Murphy

### Trama
Lois obbliga Malcolm, Reese e Dewey a fare volontariato in chiesa facendo l'inventario degli oggetti donati ai poveri. Quando si accorgono di poter guadagnare soldi vendendo gli oggetti, non si rendono conto di fare una cattiva azione.
Intanto Francis che è arrivato in Alaska inizia a lavorare per Lavernia.

## Divorzio annunciato
- Titolo originale: Health Scare
- Diretto da: Todd Holland
- Scritto da: Dan Kopelman

### Trama
A Hal viene diagnosticato un problema apparentemente molto serio di salute. Lois diventa così ancora più cattiva con Malcolm e Reese, che non vengono informati dei problemi del padre e, messi ingiustamente in punizione, scappano per recarsi ad una festa. Vengono però scoperti, e puniti ancora più duramente. I tre sospettano quindi che i genitori stiano per divorziare, ma alla fine scoprono che non è così.
Nel frattempo, Francis, che è finalmente giunto in Alaska, litiga con il suo capo, Lavernia, e si scontra così con le tradizioni del posto.
- Altri interpreti: Eric Nenninger (Eric), Brenda Wehle (Lavernia), John Ennis (Artie), Sandy Ward (Pete), Richard Gross (Dave), Bart McCarthy (Fiffsy), Christopher Michael Moore (Elroy), Adam Cagley (Lance), Charles Emmett (Lavoratore)
- Nota: Questo è il primo episodio in cui appare il criceto della classe di Dewey, Bernard, presente in scene secondarie mentre rotola nella sua palla arancione in molte delle puntate successive.

## Il sequestro del Natale
- Titolo originale: Christmas
- Diretto da: Maggie Bandur, Pang-Ni Landrum
- Scritto da: Jeff Melman

### Trama
Dopo l'ennesimo disastro combinato dai ragazzi nel periodo pre-natalizio, Lois decide di "sequestrare" il Natale, minacciandoli di restituire tutti i loro regali al negozio se durante la giornata della Vigilia non avessero fatto i bravi bambini. All'inizio, il suo piano ha effetto, e i tre si comportano bene, ma in seguito decidono di cambiare strategia e vanno a scartare i loro doni in anticipo, la sera della vigilia, senza il permesso di nessuno. Lois li scopre, ma, essendosi resa conto di aver fatto una cosa orribile impenendo ai suoi figli di celebrare una festività così importante, non li punisce, e anzi li aiuta a scartare i pacchetti.
Intanto, Francis viene obbligato a passare il Natale con la nonna Ida, una donna odiata da tutti e che al termine del suo soggiorno presso la sua casa Francis odierà ancora di più.
- Altri interpreti: Cloris Leachman (Ida), Cody Estes (Malcolm da piccolo), Dillon John (Reese da piccolo), Matthew Dunn (Dewey da piccolo).

## Il poker
- Titolo originale: Poker
- Diretto da: Ken Kwapis
- Scritto da: Michael Borkow

### Trama
Hal viene invitato da Abe, il padre di Stewie, a giocare a poker con i suoi amici, dovendo così rinunciare ad andare al corso di ballo di Lois. Reese, quindi, sarà costretto a sostituire Hal facendole da partner, ma riesce a guadagnare facendosi pagare dalle signore anziane come accompagnatore.
Francis dovrà vivere una settimana nella baracca con i suoi compagni a causa di una tempesta.

## I conti non tornano
- Titolo originale: Reese's Job
- Diretto da: Todd Holland
- Scritto da: Neil Thompson, Gary Murphy

### Trama
Reese trova un lavoro presso un fast food assieme a Richie. Malcolm viene umiliato da Mr. Herkabe, invidioso della sua intelligenza, che gli affida come tutor un bambino di 8 anni con un Q.I. di 280.
Reese venne accusato di aver rubato $400 durante l'orario del suo nuovo lavoro.

## Rapporti anonimi
- Titolo originale: Lois' Makeover
- Diretto da: Jeffrey Melman
- Scritto da: Michael Glouberman, Andrew Orenstein

## Picnic col capo (pt. I)
- Titolo originale: Company Picnic pt. I
- Diretto da: Todd Holland
- Scritto da: Alan J. Higgins, Janae Bakken

## Picnic col capo (pt. II)
- Titolo originale: Company Picnic pt. II
- Diretto da: Todd Holland
- Scritto da: Alan J. Higgins, Janae Bakken

## Lezioni di guida
- Titolo originale: Reese Drives
- Diretto da: Jeffrey Melman
- Scritto da: Michael Glouberman, Andrew Orenstein

## Cynthia è tornata
- Titolo originale: Cynthia's Back
- Diretto da: Ken Kwapis
- Scritto da: Maggie Bandur, Pang-Ni Landrum

## Il compleanno di Hal
- Titolo originale: Hal's Birthday
- Diretto da: Levie Isaacks
- Scritto da: Alex Reid

## La famiglia virtuale
- Titolo originale: Hal Coaches
- Diretto da: Jeffrey Melman
- Scritto da: Ian Busch

## Una romantica cenetta
- Titolo originale: Dewey's Dog
- Diretto da: Bob Stevens
- Scritto da: Michael Glouberman, Andrew Orenstein

## La gara infinita
- Titolo originale: Poker 2
- Diretto da: Jeffrey Melman
- Scritto da: Bill Hooper, John Bradford Goodman

## Terapia psicanalitica
- Titolo originale: Clip Show
- Diretto da: Jamie Babbit
- Scritto da: Michael Borkow, Alex Reid

## La giurata
- Titolo originale: Jury Duty
- Diretto da: Ken Kwapis
- Scritto da: Pang-Ni Landrum, Dan Danko

Guest star: Ashley Tisdale

## Il domino gigante
- Titolo Originale: Cliques
- Diretto da: Jeffrey Melman
- Scritto da: Michael Borkow

### Trama
I compagni di classe di Malcolm hanno fatto esplodere delle sostanze chimiche, contaminando l'aula.
Per 5 settimane dovranno frequentare le lezioni smistati nelle classi dei normodotati. Ogni "secchione" riesce straordinariamente a inserirsi in un gruppo, eccetto Malcolm. Dewey intanto è costretto a rimanere a casa perché ha contratto la varicella. Per combattere la noia e il prurito decide di costruire un domino. In Alaska Francis apre un casinò.

## La scimmia maggiordomo
- Titolo originale: Monkey
- Diretto da: Ken Kwapis
- Scritto da: Dan Kopelman